# Старый город в Орхусе (музей)
Старый город в Орхусе (музей) (дат. Den Gamle By) — музей под открытым небом, расположенный в городе Орхусе в Дании. Старый город является национальным музеем городской культуры и истории. Экспозиция под открытым небом включает 75 подлинных зданий, перевезенных с разных частей страны.

## История
В 1914 году Старый город был впервые открыт для публики под названием «Старый дом мэра» на территории Орхусского ботанического сада. Первое здание («Старый дом мэра») было построено в стиле датского Ренессанса в 1597 году в Орхусе. Начиная с XVI века строение принадлежало местным торговцам, некоторые из которых служили мэрами — отсюда и название. Кроме жилой части, в доме находились магазин и складское помещение. К 1908 году особняк мэра перестал использоваться, и власти решили снести здание. На защиту здания встал Петер Хольм (местный учитель и переводчик), который предложил разобрать его и перенести на новое место. На Датской национальной выставке 1909 года в Орхусе строение вместе с дополненными мебелью жилыми интерьерами, стало центральным экспонатом. В последующие годы на территории музея были размещены жилые дома, магазины, мастерские, бакалейные лавки, здания школы, театра, почты и другие постройки, перевезенные с разных концов страны.
В музее экспозиция под открытым небом совмещает городской и природный ландшафт. Городской ландшафт представляет собой концентрацию домов периода XVII—XX вв., находящихся на двух узких улочках и образующих плотную застройку. Своими главными фасадами датские дома выходят параллельно улице, тем самым образуя брандмауэрную застройку. Большинство зданий построены в фахверковом стиле.
Экспозиция под открытым небом разделена на три квартала, посвященных разным эпохам: XVIII—XIX вв., 1920-е и 1970-е гг. Первый квартал посвящен жизни датского города в XVIII—XIX вв., временам Ганса Христиана Андерсена. В тематических интерьерах некоторых домов, открытых для посещения, размещены мастерские плотника, портного, сапожника и других профессий. Квартал периода 1920-х гг. отражает эпоху индустриализации в Дании до Второй мировой войны. Мощение булыжником заменяется на применение плоской брусчатки, на улицах можно видеть фонари, телефонные будки и автомобили. Третий квартал, посвященный 1970-м гг., отражает изменение привычных норм и жизненного уклада. Экспозиция отражает жизнь матери-одиночки, нуклеарной семьи, рабочей пары среднего класса, коммуны и шести рабочих-иммигрантов.
Музей активно реализует форму театрализации, которая создает «иллюзию» живого города, посредством активного участия музейных сотрудников и приглашённых актёров.